# Marama Corlett
Marama Corlett – maltańska aktorka i tancerka, występowała w roli Riny w serialu Sindbad (2012).

## Życiorys
Marama Corlett urodziła się i dorastała na Malcie jako jedna z czterech sióstr. Jej ojciec pochodzi z Nowej Zelandii, a matka z Malty. Obecnie żyje w Londynie.
Corlett początkowo rozwijała karierę tancerki baletowej w zespole Ballet Russ de Malt, zanim przeprowadziła się do Anglii by dalej realizować swą karierę jako 
baletnica.
Pierwszą profesjonalną rolą aktorską Corlett był występ w filmie Sobowtór diabła w 2010 roku, którego reżyserem jest Lee Tamahori. W 2011 roku Marama zagrała w sztuce teatralnej The Children's Hour wystawianej w londyńskim teatrze Comedy Theatre na West Endzie, w której zagrała rolę Lois Fischer u boku takich aktorek jak Keira Knightley, Ellen Burstyn, Carol Kane i Elisabeth Moss, w reżyserii Iana Ricksona.
W roku 2011 stacja telewizyjna Sky One ogłosiła, iż Corlett ma zagrać serialu telewizyjnym Sindbad.
Corlett pojawiła się również w filmach: Taniec Pustyni obok Freidy Pinto i Czarownica u boku Angeliny Jolie.

## Filmografia
| Rok  | Tytuł                          | Rola                           | Uwagi                |
| ---- | ------------------------------ | ------------------------------ | -------------------- |
| 2014 | The Crucible                   | Betty Paris                    |                      |
| 2014 | The Goob                       | Eva                            |                      |
| 2014 | Taniec pustyni (Desert Dancer) | Mona                           |                      |
| 2014 | Czarownica (Maleficent)        | Służąca                        |                      |
| 2013 | Let's Talk About Sex           | Anja                           | film krótkometrażowy |
| 2013 | The Bridge                     | Przyjaciółka                   | Film krótkometrażowy |
| 2012 | Duende                         | Młoda dziewczyna               | Film krótkometrażowy |
| 2011 | Sobowtór (The Devils Double)   | Dziewczyna z kręconymi włosami |                      |
| 2010 | Missed Connections             | Date # 4                       | film krótkometrażowy |
| 2010 | Todd and the Tooth Fairy       | Osoba na łódce                 | film krótkometrażowy |
| 2009 | What a Witch                   | Pani w teraźniejszości         | film krótkometrażowy |

| Rok   | Tytuł                            | Rola    | Uwagi |
| ----- | -------------------------------- | ------- | --- |
| 2015  | Anno Domini – Biblii ciąg dalszy | Tabitha | Saul's Return (sezon 1, odcinek 9), Brothers in Arms (sezon 1, odcinek 10), Rise Up (sezon 1, odcinek 11) |
| 2015  | The Dovekepeers                  | Sia     | The Night One (sezon 1, odcinek 1)                                                                        |
| 2012– | Sindbad (Sinbad)                 | Rina    | 12 odcinków                                                                                               |